# 第69回高松宮記念杯競輪
第68回高松宮記念杯競輪は、2018年6月14日から17日まで、岸和田競輪場にて開催された、競輪のGI競走である。優勝賞金2,890万円（副賞含む）。

## 決勝戦

### 競走成績
- 6月17日（日）第12レース[2][4][5][6][7][8]
- 誘導員…前田拓也（大阪）[9][10]

| 着 | 車番 | 選手       | 登録地 | 級 班 | 着差     | 決まり手 | 上がり (秒) | H/B | 特記 |
| -- | ---- | ---------- | ------ | ----- | -------- | -------- | ----------- | --- | ---- |
| 1  | 3    | 三谷竜生   | 奈良   | SS    |          | 差し     | 11.2        |     |      |
| 2  | 1    | 脇本雄太   | 福井   | S1    | 1/2車輪  | 逃げ     | 11.3        | HB  |      |
| 3  | 8    | 原田研太朗 | 徳島   | S1    | 5車身    |          | 10.7        |     |      |
| 4  | 6    | 菅田壱道   | 宮城   | S1    | 1/2車身  |          | 10.6        |     |      |
| 5  | 4    | 山田英明   | 佐賀   | S1    | 1/2車輪  |          | 10.7        |     |      |
| 6  | 7    | 吉澤純平   | 茨城   | S1    | 3車身    |          | 11.4        |     |      |
| 7  | 5    | 村上博幸   | 京都   | S1    | 3/4車輪  |          | 11.7        |     |      |
| 8  | 9    | 木暮安由   | 群馬   | S1    | 4車身    |          | 11.3        |     |      |
| 9  | 2    | 武田豊樹   | 茨城   | SS    | 1車身1/2 |          | 11.5        |     |      |

### 配当金額
| 1=3 | 260円 |  |

| 1=3=8 | 1,520円 |  |

| 3-1 | 600円 |  |

| 3-1-8 | 5,350円 |  |

| 1=3 | 260円 |  |

| 1=3 | 160円 |  |
| 3=8 | 580円 |  |
| 1=8 | 570円 |  |

| 3-1 | 610円 |  |

### レース概要
号砲が鳴ると村上博幸がいち早く飛び出して誘導の後ろを確保。脇本雄太－三谷竜生－村上博幸、原田研太朗－山田英明、菅田壱道、吉澤純平の後位で武田豊樹と木暮安由が競りという周回。青板の4コーナーで吉澤が誘導員を下ろし、単騎の菅田は6番手。打鐘前の2コーナー過ぎ、後方に下げていた脇本が一気に仕掛けて4コーナーできれいに出切ったのが近畿ライン3車。やや離れた4番手は吉澤となるが、必死に競り合う武田と木暮は遅れていく。また、3番手の村上が最終ホーム辺りからどんどん千切れて行き、ほぼ一騎打ちマッチレースの様相に。5月のダービー同様、ゴール寸前で三谷が脇本をとらえる形でのGI連続優勝。今年の獲得賞金は早くも1億円を突破した（1億2358万7000円）。脇本がそのまま2着、最終1センターで7番手からまくった原田が空いた車間を使った加速で5車身差の3着に入った。最終4コーナーでようやく村上に追いついた吉澤は6着に終わった。

## 特記事項
- 岸和田での高松宮記念杯競輪開催は、前年に引き続き2年連続4回目。

- 平成30年度特別競輪統一サイト「キン肉マン 超人ケイリン編」では、バッファローマンが今大会を担当[16]。

- 地上波の決勝戦中継は「坂上忍の勝たせてあげたいTV 第69回高松宮記念杯競輪GI」《日本テレビ系列全国ネット》[17][18]。

- 表彰式のプレゼンターは、浅尾美和（元プロビーチバレー選手）が務めた[19]。

- 4日間の総売上は、85億0991万6300円[20]（目標は95億円だった[3]）。

- 開催終了翌日の月曜朝、震度6弱の大阪府北部地震が発生し[21]、各交通機関に大幅な影響もきたした（その日は岸和田競輪場は場外発売も元々なかった）。

### 競走データ
- 初日の開会式には、連続25回出場の神山雄一郎と、連続20回出場の渡邉晴智が表彰された[22][23]。

- 本大会から準決勝の数が4個レース（東2・西2）へと、倍増された[24]。準決勝3着から決勝に進んだのは村上博幸[25][26]。東準決勝・第11Rは、1着同着のレース結果となった[27][28]。

- 大会2連覇中だった新田祐大は、準決勝（4着）で敗退した。

- 決勝メンバー中、今回がGI初優出となった選手はゼロ。

- 近年のGI決勝においては、前日にコメント表明した上での、初手からの番手競り（武田に木暮）は珍しい事例となった（直近では2013年7月の第22回寬仁親王牌・世界選手権記念トーナメントの金子貴志に飯嶋則之くらい）。
武田と吉澤が同県の師弟関係で、木暮が同地区という立場。このセンセーショナルな競りには賛否の声が上がった[21][29]。

- 近畿地区所属選手の高松宮記念杯優勝は、稲川翔（2014年の第65回・宇都宮）以来。さらに近畿地区での開催に限ると松本整（2004年の第55回・大津びわこ）以来となった[19]。
レース終了後に近畿の選手たちによって、三谷に続いて脇本も胴上げされた[21]（脇本－三谷の先行は5月のGIダービーと同じ展開だった）。